# Inmigración colombiana en Argentina

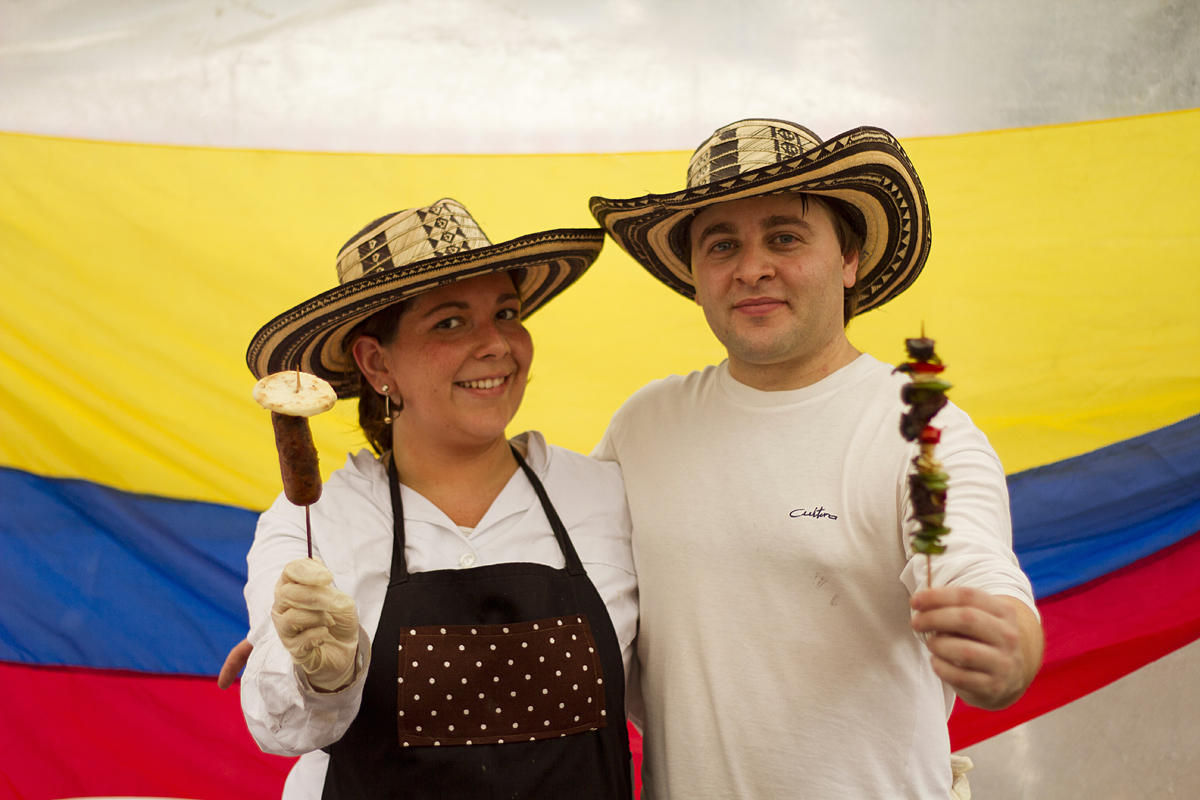
Colombianos en Buenos Aires.

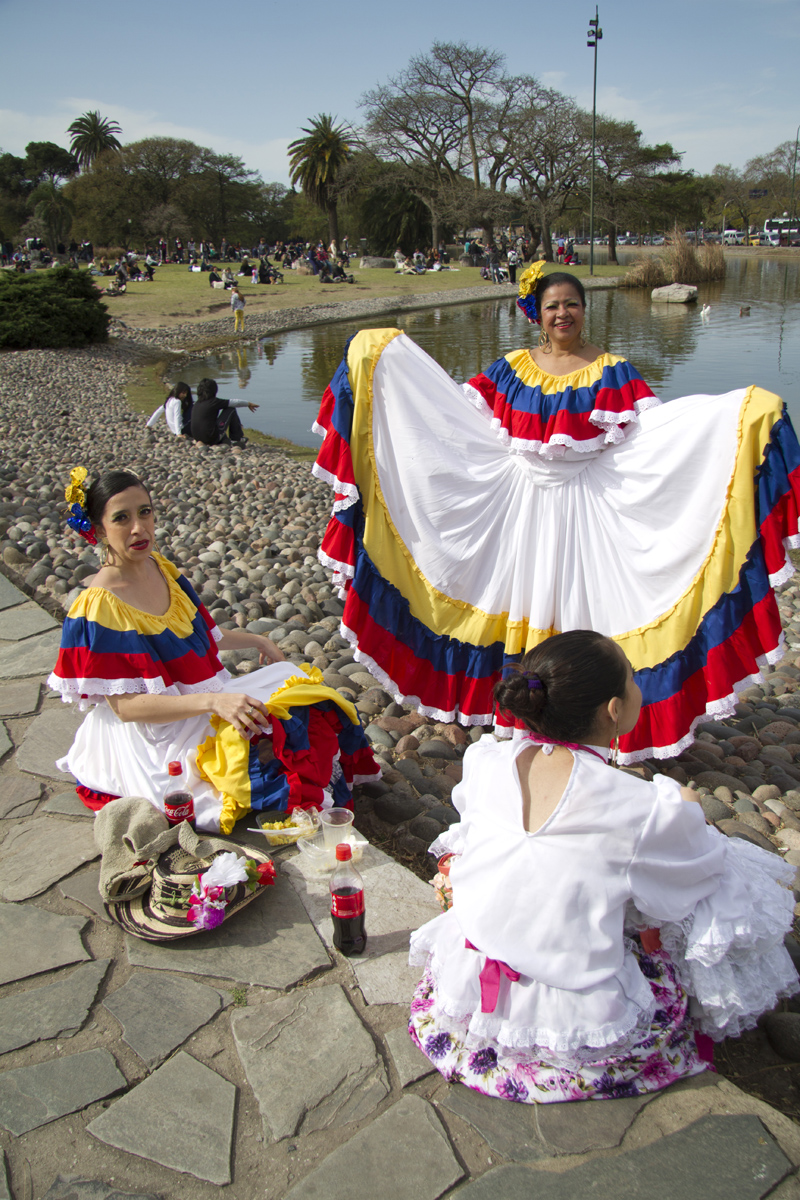
Colombianos en Buenos Aires.

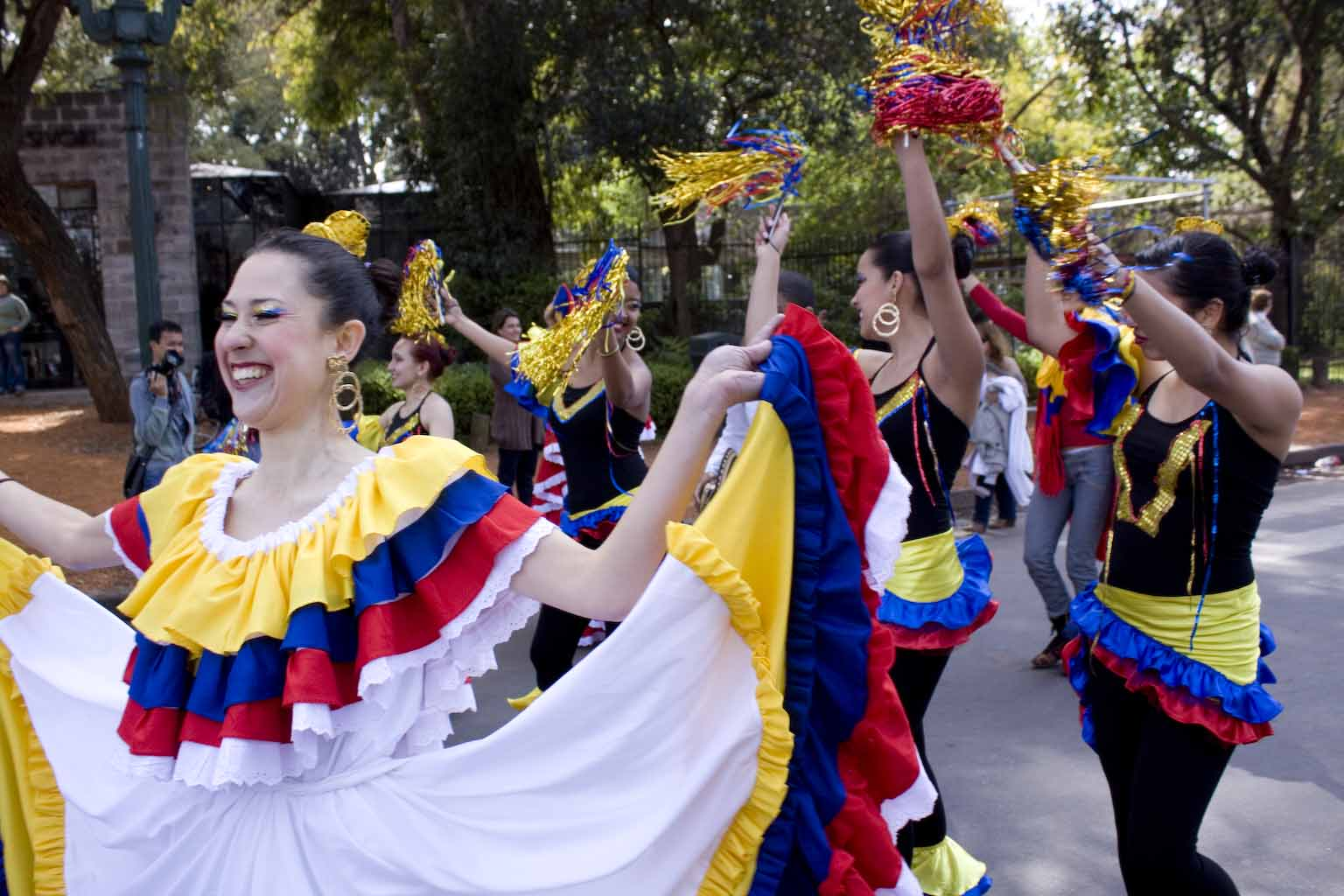
Colombianos en Buenos Aires.

La inmigración colombiana en Argentina se refiere a un movimiento migratorio desde Colombia hacia la Argentina. 
Para el censo de 2010 se estimaban unas 17.576 personas de nacionalidad colombiana, en el año 2015 un total de 23.743 personas y, según la Dirección Nacional de Población, en el 2022 se contabilizaron 111.969 personas colombianas contando incluso con DNI.
La migración colombiana en Buenos Aires se destaca por su nivel educativo. De acuerdo con el censo nacional de 2010, el 42% de los residentes colombianos en Argentina hasta ese momento cursaba o había cursado estudios universitarios (un 44% de ellos ya había terminado la universidad), mientras que el 21% cursaba o había cursado el secundario, el 16% se encontraba cursando o había terminado el nivel de posgrado y un 9% estaba en la misma situación con respecto a la educación superior no universitaria (institutos terciarios).

## Historia censal
La población colombiana ha tenido un crecimiento sostenido según los distintos Censos Nacionales realizados desde al menos, 1960, cuando se registraron 1.138 colombianos. Para 1980, la cifra ascendía a 1.864, hacia 1991, eran 2.638, y en 2001, 3.876. El censo de 2010 estimó que en Argentina residían al momento unos 17.576 inmigrantes colombianos, ubicándose dentro de las diez mayores comunidades extranjeras en el país. De acuerdo a un informe de la Organización Internacional para las Migraciones (OIM), al 2015 había un total de 23.753 colombianos residiendo en Argentina de forma permanente. 
En los últimos años, Argentina se ha convertido en unos de los principales destinos de los colombianos en el exterior. Esto se debe a las facilidades en la tramitación de visa de permanencia en el país, el acceso gratuito a servicios de salud y educación, y mejores perspectivas de vida, siendo la colectividad colombiana una de las que más ha crecido en los años 2010.

## Flujos migratorios
Entre 2000 y 2008, se reportaron unos 555.321 colombianos radicados. Según la Dirección Nacional de Migraciones (DNM), hasta el 2014 se presentaron un total de 87.574 peticiones de residencia de ciudadanos colombianos entre temporal y permanente. Esto convierte a la comunidad colombiana en Argentina como la quinta más importante entre las colectividades extranjeras provenientes de América.
| 2010  | 6.406   |
| 2011  | 10.300  |
| 2012  | 15.390  |
| 2013  | 17.242  |
| 2014  | 10.238  |
| 2015  | 20.902  |
| 2016  | 16.175  |
| 2017  | 16.114  |
| 2018  | 17.692  |
| 2019  | 9.844   |
| 2020  | 6.095   |
| 2021  | 9.564   |
| 2022  | 11.788  |
| Total | 161.344 |

Fuente: Instituto Nacional de Estadísticas y Censos (INDEC) y Dirección Nacional de Migraciones (DNM).

## Distribución territorial
El censo argentino de 2022 registró 46.482 personas nacidas en Colombia. La siguiente tabla muestra la distribución en las 24 jurisdicciones de primer orden que conforman Argentina (23 provincias y la ciudad autónoma de Buenos Aires) según los datos del censo:
| Rango | Provincia                | Nacidos en Colombia | Porcentaje |
| ----- | ------------------------ | ------------------- | ---------- |
| 1     | Ciudad de Buenos Aires   | 17.136              | 42,49%     |
| 2     | Buenos Aires (Provincia) | 13.972              | 26,23%     |
| 3     | Córdoba                  | 2.200               | 6,20%      |
| 4     | Santa Fe                 | 2.171               | 5,98%      |
| 5     | Mendoza                  | 1.463               | 5,33%      |
| 6     | Misiones                 | 1.054               | 3,50%      |
| 7     | Corrientes               | 1.010               | 1,97%      |
| 8     | Entre Ríos               | 776                 | 1,39%      |
| 9     | Neuquén                  | 771                 | 1,26%      |
| 10    | Salta                    | 737                 | 1,05%      |
| 11    | Chaco                    | 670                 | 0,88%      |
| 12    | Tucumán                  | 637                 | 0,87%      |
| 13    | Río Negro                | 571                 | 0,63%      |
| 14    | Jujuy                    | 478                 | 0,55%      |
| 15    | San Juan                 | 408                 | 0,44%      |
| 16    | Chubut                   | 363                 | 0,31%      |
| 17    | Santiago del Estero      | 372                 | 0,29%      |
| 18    | San Luis                 | 370                 | 0,22%      |
| 19    | La Rioja                 | 336                 | 0,16%      |
| 20    | Formosa                  | 279                 | 0,10%      |
| 21    | Tierra del Fuego         | 229                 | 0,07%      |
| 22    | Catamarca                | 196                 | 0,04%      |
| 23    | Santa Cruz               | 193                 | 0,04%      |
| 24    | La Pampa                 | 100                 | 0,04%      |
| TOTAL | Argentina                | 46.482              | 100 %      |